# Brisbane Lufthavn
Brisbane Lufthavn er en international lufthavn og den eneste, som betjener Australiens tredjestørste by, Brisbane. Lufthavnen er også den tredjetravleste i Australien efter lufthavnene i Sydney og Melbourne. Den ligger i en forstad til Brisbane med samme navn som lufthavnen. Den er hovedlufthavn for Virgin Blue og for Australiens nyligt oprettede internationale flyselskab V Australia og den er sekundær hovedlufthavn for både Qantas og dettes lavprisselskab, Jetstar. Ruten mellem Brisbane og Sydney lufthavne er verdens 11. travleste rute og nummer syv i regionen Asien-Stillehavet.
Lufthavnen har terminaler for udenrigs- og indenrigsflyvning, en fragtterminal og to start- og landingsbaner. Motorvejen Gateway Motorway forbinder Brisbane Lufthavn med Brisbanes industri- og forretningsområde, og der er togforbindelse til den med linjen Airtrain, som er forbundet med forstadstogene Citytrain. En ny motorvej, Airport Link planlægges mellem industridistriktet og lufthavnen.
Brisbane Lufthavn fik IATAs Eagle Award i 2005 som den anden af de to australske lufthavne, der har modtaget denne udmærkelse. I juli 2007 vandt den afstemningen om den bedste lufthavn i regionen Asien-Stillehavet i Skytrax World Airport Awards 2008.

## Historie
Den første lufthavn i Brisbane anlagdes i 1925 på et fladt stykke landbrugsjord, Eagle Farm, men skønt Qantas begyndte flyvninger dertil i 1926, foregik de fleste flyvninger til Archerfield Lufthavn, som havde et bedre areal at lande på. Men Charles Kingsford Smith landede der den 9. juni 1928 efter at gennemført den første flyvning over Stillehavet i sin Fokker F.VII med navnet Southern Cross, og i lufthavnen er der nu et museum, hvor bl.a. hans originale fly findes.
Under 2. verdenskrig var Brisbane hovedkvarter for general Douglas MacArthur, øverstkommanderende for de Allierede styrker i Stillehavsområdet. USAs væbnede styrker udbyggede lufthavnen betydeligt, så den efter krigen kunne benyttes som byens vigtigste, civile lufthavn.
Omkring 1970 blev det klart, at faciliteterne ved Eagle Farm var utilstrækkelige for en by af Brisbanes størrelse og forventede vækst. Den føderale regering besluttede derfor at anlægge en ny lufthavn umiddelbart nord for. Her lå forstaden Cribb Island, som blev revet ned for at muliggøre anlæggelsen. Store mængder sand pumpedes op fra den nærliggende Moreton Bay for at hæve det sumpede område op over højvandsniveau.
Som led i privatisering af mange australske lufthavne bortforpagtede Federal Airports Corporation Brisbane Lufthavn til et konsortium under anførsel af Amsterdam Schiphol Airport for en periode på 99 år, og dette selskab har nu driftskontrakten for lufthavnen. I overensstemmelse med Schiphols gældende forretningspolitik arbejdes der med et projekt for at udforme en overordnet plan for Brisbane Lufthavns udvikling under navnet "Airport Metropolis". Lufthavnen er desuden partner i det økonomiske udviklingsområde Australia TradeCoast.

## Terminaler
Brisbane Lufthavn har to passagerterminaler.
International terminal
Den internationale terminal har 12/14 (2 A380-ere eller 4 A320-ere) flyparkeringssteder med passagersluser. I alt er der 12 parkeringssteder ved terminalen, som er i fire etager. I første etage findes flyselskaberne, bagagehåndtering og charterselskaber, anden etage er forbeholdt ankommende rejsende, opholdsrum for afrejsende er på tredje etage, og indtjekning ved afrejse sker på fjerde etage.
Lufthavnen har som den første uden for Dubai et opholdsrum for Emirates Airlines passagerer på første klasse, som vil kunne gå direkte derfra til Airbus A380-passagersluserne. Der er dog endnu ikke kommerciel flyvning med A380-ere fra Brisbane. Terminalen har desuden opholdsrum til passagerer fra Air New Zealand, Qantas og Singapore Airlines.
Terminalen har et femetagers parkeringshus med plads til 1.740 køretøjer samt en mindre parkeringsplads med korttidsparkering.
Indenrigsterminal
Indenrigsterminalen har tre særskilte områder: I bygningens nordlige ende betjenes Qantas og Qantaslink, i den sydlige Virgin Blue og andre selskaber som Jetstar og Macair ligger i midt i bygningen i den almindelige passagersektion.
Qantas-afdelingen har 9 flyparkeringer med passagersluser, hvoraf den ene er en dobbeltsluse. Virgin Blue-afdelingen har 7 flyparkeringer med passagersluser, mens der ikke er sluser i den midterste del.
Der ligger fjernparkeringer for fly nord og syd for bygningen (hvor der betjenes propelfly) og i det midterste område (hvor der betjenes jetfly).

## Udvidelser og andre foranstaltninger

### Ny landingsbane
Den australske regering gav 18. september 2007 tilladelse til at anlægge en ny landingsbane i Brisbane Lufthavn, når behovet opstod. Omkostningen ved anlæggelsen er anslået til $1 milliard, og den skulle kunne anlægges i løbet af omkring otte år, hvor der samtidig blev skabt 2.700 arbejdspladser. Dens længde skal være 3.600 m, og den skal forløbe parallelt med den nuværende nord/syd-bane.
Forslaget om anlæggelsen var et vigtigt element i lufthavnens udviklingsplan, som regeringen godkendte i 2003, men har ført til nogen debat, anført af lokale politikere. Efter den føderale lovgivning kræver udvidelse af større, privatiserede lufthavne imidlertid ikke lokal godkendelse.
Den økonomiske planlægning er baseret på forudsætninger om fortsat vækst i lufttrafikken og om fortsat lave priser på brændstof. Kritikere af disse forudsætninger har kunnet støtte sig til mange flyselskabers nedskæringer som følge af stigende brændstofpriser. Brisbane Airport Corporation har derfor heller ikke bekendtgjort, hvornår anlæggelsen vil blive påbegyndt, og projektets fremtid er usikker.

### Vejforbindelser
For at undgå trafikpropper mellem Brisbane og lufthavnen gennemfører Queenslands regering, Brisbanes byråd og et konsortium bestående af Theiss/John Holland/Macquarie Bank (Brisconnections) det såkaldte "Airport Link"-projekt. Det omfatter boringen af den længste tunnel i Australien (over 8 km, 6 vejbaner) og vil medføre, at der bliver 16 færre trafiklys på vejen til lufthavnen.
BAC anlægger desuden en fem kilometer lang vej med flere spor, som vil give lufthavnens brugere og ansatte en anden vigtig adgangsvej til terminalerne og beskæftigelsesstederne i lufthavnen. Denne vej er planlagt færdig i midten af 2009.

### Trafikløsninger i øvrigt
I den senere tid optræder der i stigende grad trafikkøer på forbindelsesvejen Airport Drive. I myldretider tages derfor en alternativ rute i brug via Sugarmill Road og Lomandra Drive. I den forbindelse er der afsat 2 millioner dollars til at udvide Lomandra Drive-delen af Sugarmill Road i 2010.
På grund af installation af trafikregulering i rundkørslen Airport Drive/Gateway er transporttiden til lufthavnen for tiden forøget, ligesom prisen for en taxatur dertil er steget.

## Kontrolcenter
Brisbane flykontrol (Brisbane Centre) kontrollerer alle flyvninger i delstaten New South Wales nord for Sydney, hele Queensland, det meste af Northern Territory og den nordlige halvdel af Western Australia, ligesom den dækker luftrummet over den australske del af det Tasmanske Hav. Brisbane Centre ligger i tilslutning til Brisbanes kontroltårn i Brisbane Lufthavn og omfatter også Brisbanes indflyvningskontrol.
Brisbane Centres flyinformationsområde giver det kontrol over de fleste internationale flyvninger til og fra Australien (bortset fra ruterne over det Indiske Ocean), og over alle indenrigsflyvninger til lufthavne i informationsområdet. Fra Brisbane Centre styrer Airservices Australia derfor luftrummet over Australiens nordlige halvdel, hvilket repræsenterer 5 procent af verdens samlede luftrum. Da kun to af de australske hovedstæder ligger i Brisbanes flyinformationsområde, håndterer man mindre trafik end det tilsvarende Melbourne Centre, men da Sydney ligger på grænsen mellem de to centres område, tager Brisbane Centre sig af alle fly, der starter eller lander i nordlig retning fra Sidney.

## Trafik og statistik
Brisbane gennemgår som lufthavnene i Sydney, Melbourne og Perth bygningsændringer for at kunne betjene det nye Airbus A380-fly. Et A380 ankom første gang i Brisbane den 14. november 2005. Ifølge prognoser ventes det årlige passagertal i Brisbane Lufthavn at nå mere end 25,6 millioner i 2015 og omkring 50 millioner i 2035.
| År      | antal passagerer | %-ændring | Start og landinger |
| ------- | ---------------- | --------- | ------------------ |
| 2000-01 | 13.051.798       | 18        | 179.838            |
| 2001-02 | 12.087.266       | 7         | 152.714            |
| 2002-03 | 12.040.670       | 1         | 141.868            |
| 2003-04 | 14.059.998       | 17        | 133.998            |
| 2004-05 | 15.623.155       | 11        | 161.762            |
| 2005-06 | 16.208.976       | 3.7       | 165.556            |
| 2006-07 | 17.592.548       | 8.59      | 169.296            |
| 2007-08 | 18.523.979       | 5.20      | 177.028            |

| Rang | Lufthavn                               | Fragt i ton) | %-ændring |
| ---- | -------------------------------------- | ------------ | --------- |
| 1    | Singapore Changi Lufthavn              | 25.226,3     | 5,0       |
| 2    | Auckland Lufthavn                      | 17.060,5     | 3,0       |
| 3    | Hong Kong Internationale Lufthavn      | 9.765,2      | 4,5       |
| 4    | Narita Internationale Lufthavn         | 6.988,9      | 13,4      |
| 5    | Suvarnabhumi Lufthavn                  | 4.309,6      | 7.8       |
| 6    | Dubai Internationale Lufthavn          | 3.591,5      | 4,8       |
| 7    | Taiwan Taoyuan Internationale Lufthavn | 3.585,3      | 9,8       |
| 8    | Kuala Lumpur Internationale Lufthavn   | 3.439,8      | 42,4      |
| 9    | Jacksons Internationale Lufthavn       | 3.351,4      | 20,1      |
| 10   | Incheon Internationale Lufthavn        | 2.250,3      | 2,7       |

| Rang | Lufthavn                             | Antal passagerer | %-ændring |
| ---- | ------------------------------------ | ---------------- | --------- |
| 1    | Auckland Lufthavn                    | 828.746          | 3,9       |
| 2    | Singapore Changi Lufthavn            | 694.053          | 0,2       |
| 3    | Christchurch Internationale Lufthavn | 353.554          | 8,6       |
| 4    | Narita Internationale Lufthavn       | 253.657          | 2,3       |
| 5    | Hong Kong Internationale Lufthavn    | 233.408          | 1,6       |
| 6    | Los Angeles Internationale Lufthavn  | 181.916          | 6,0       |
| 7    | Nadi Internationale Lufthavn         | 163.777          | 14,2      |
| 8    | Dubai Internationale Lufthavn        | 158.314          | 0,8       |
| 9    | Wellington Internationale Lufthavn   | 143.834          | 1,0       |
| 10   | Suvarnabhumi Lufthavn                | 138.065          | 14,4      |

| Rang | Lufthavn                        | Antal passagerer | %-ændring |
| ---- | ------------------------------- | ---------------- | --------- |
| 1    | Sydney Lufthavn                 | 4.310.000        | 6,8       |
| 2    | Melbourne Lufthavn              | 2.696.100        | 0,4       |
| 3    | Cairns International Lufthavn   | 1.197.200        | 0,0       |
| 4    | Townsville Lufthavn             | 953.000          | 10,2      |
| 5    | Mackay Lufthavn                 | 705.900          | 10,1      |
| 6    | Perth Lufthavn                  | 670.300          | 13,7      |
| 7    | Adelaide Lufthavn               | 661.400          | 1,1       |
| 8    | Canberra International Lufthavn | 612.300          | 0,4       |
| 9    | Rockhampton Lufthavn            | 566.400          | 1,0       |
| 10   | Newcastle Lufthavn              | 517.500          | 7,2       |

## Flyselskaber og destinationer
De følgende luftfartsselskaber beflyver Brisbane Lufthavn med egne fly. Mange andre beflyver den under codeshare-ordninger.
| Destinationer efter region |
| --- |
| - Indenrigsflyvning (Australien) - Adelaide, Alice Springs, Bedourie, Birdsville, Blackall, Blackwater, Barcaldine, Boulia, Bundaberg, Cairns, Canberra, Charleville, Cloncurry, Coffs Harbour, Cunnamulla, Darwin, Emerald, Gladstone, Hamilton Island, Hervey Bay, Hobart, Karratha, Launceston, Longreach, Lord Howe Island, Mackay, Melbourne-Tullamarine, Melbourne-Avalon, Mount Isa, Newcastle, Norfolk Island, Oakey, Perth, Port Macquarie, Proserpine, Quilpie, Rockhampton, Roma, St. George, Sydney, Thargomindah, Toowoomba, Townsville, Windorah - Asien - Østasien - Hong Kong, Seoul, Taipei-Taoyuan, Tokyo - Sydøstasien - Bandar Seri Begawan, Denpasar/Bali, Bangkok, Kuala Lumpur, Manila, Singapore, - Sydvestasien - Abu Dhabi, Dubai - Nordamerika - Los Angeles - Oceanien - Apia, Auckland, Christchurch, Dunedin, Hamilton, Honiara, Nadi, Nouméa, Port Moresby, Port Vila, Queenstown (Seasonal), Espiritu Santo, Wellington |

| Flyselskab | Destinationer | Terminal                            |
| --- | --- | ----------------------------------- |
| Air New Zealand | Auckland, Christchurch, Dunedin, Hamilton, Queenstown [sæsonbestemt], Wellington | International                       |
| Air Niugini - Air Niugini drevet af SkyAirWorld                                                                        | Port Moresby - Port Moresby | International                       |
| Air Pacific | Nadi | International                       |
| Air Vanuatu - Solomon Airlines drevet af Air Vanuatu                                                                   | Espiritu Santo , Port Vila - Honiara | International                       |
| Aircalin | Nouméa | International                       |
| Australian air Express                                                                                                 | Melbourne, Cairns, Townsville | Fragt                               |
| Brindabella Airlines                                                                                                   | Coffs Harbour, Port Macquarie | Indenrigsflyvning                   |
| Cathay Pacific | Hong Kong1 | International                       |
| China Airlines | Taipei-Taoyuan | International                       |
| Emirates Airline | Auckland, Dubai, Singapore | International                       |
| Etihad Airways | Abu Dhabi, Singapore | International                       |
| EVA Air | Taipei-Taoyuan | International                       |
| HeavyLift Cargo Airlines                                                                                               | Honiara, Port Moresby | Fragt                               |
| Japan Airlines drevet af JALways                                                                                       | Tokyo-Narita | International                       |
| Korean Air | Seoul-Incheon | International                       |
| MacAir Airlines | Bedourie, Birdsville, Boulia, Charleville, Cunnamulla, Middlemount, Moranbah, Mount Isa, Oakey, Quilpie, St. George, Thargomindah, Toowoomba, Windorah | Indenrigsflyvning                   |
| Malaysia Airlines | Kuala Lumpur1 | International                       |
| National Jet | Ballera | Indenrigsflyvning                   |
| Our Airline - Solomon Airlines drevet af Our Airline - Norfolk Air drevet af Our Airline                               | Nauru - Honiara - Norfolk Island [begins May 21] | International                       |
| OzJet - Norfolk Air drevet af OzJet                                                                                    | - Norfolk Island [ends May 21] | International                       |
| Qantas (Indenrigsflyvning) - QantasLink - QantasLink drevet af Alliance Airlines - Jetstar Airways (Indenrigsflyvning) | Adelaide, Alice Springs, Cairns, Canberra, Darwin, Karratha, Melbourne-Tullamarine, Mt Isa, Perth, Sydney, Townsville - Biloela (Thangool), Blackall, Blackwater, Barcaldine, Bundaberg, Cairns, Canberra, Charleville, Emerald, Gladstone, Hervey Bay, Longreach, Lord Howe Island, Mackay, Newcastle, Rockhampton, Roma, Townsville - Mackay - Adelaide, Cairns, Darwin, Hamilton Island, Launceston, Mackay, Melbourne-Avalon, Newcastle, Proserpine, Rockhampton, Sydney, Townsville | Indenrigsflyvning                   |
| Qantas (International) - Jetstar Airways (International)                                                               | Auckland, Hong Kong, Los Angeles, Manila, Nouméa, Queenstown [sæsonbestemt], Singapore, Sydney, Wellington - Christchurch, Darwin, Denpasar (Bali) | International                       |
| Royal Brunei Airlines                                                                                                  | Auckland, Bandar Seri Begawan | International                       |
| Singapore Airlines | Singapore | International                       |
| SkyAirWorld - SkyAirWorld (Indenrigsflyvning) - SkyAirWorld (International)                                            | - Cairns, Cloncurry - Honiara | - Indenrigsflyvning - International |
| Thai Airways International                                                                                             | Bangkok-Suvarnabhumi1 | International                       |
| Toll Priority - Toll Aviation drevet af Jetcraft Aviation                                                              | Melbourne, Perth, Sydney - Adelaide, Mackay, Melbourne, Sydney | Fragt                               |
| Virgin Blue (International) - Pacific Blue - Polynesian Blue - V Australia                                             | - Auckland, Christchurch, Denpasar (Bali), Honiara , Nadi, Port Moresby, Port Vila, Wellington - Apia - Los Angeles [begynder 8. april] | International                       |
| Virgin Blue (Indenrigsflyvning)                                                                                        | Adelaide, Cairns, Canberra, Darwin, Hamilton Island, Hobart, Launceston [sæsonbestemt], Mackay, Melbourne-Tullamarine, Newcastle, Perth, Proserpine, Rockhampton, Sydney, Townsville | Indenrigsflyvning                   |